# Ground-plane

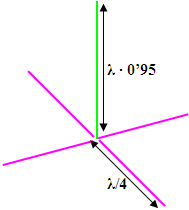
Esquema detallat de mesures per a una Antena Ground Plane
Els braços pintats en rosa tenen la mateixa longitud

Una Antena Ground Plane  és una antena omnidireccional, amb l'actiu connectat a un element radiant, i la massa a un pla de terra, bé natural, el sòl o artificial, la xapa d'un cotxe, o un pla de terra artificial. S'usa en comunicacions HF, VHF i UHF.
Els radials col·locats a 90° del radiant fan que la impedància de l'antena sigui de menys de 50 ohm. Si es col·loquen només tres radials inclinats a 120º del radiant la impedància frega els 50 ohms d'impedància, pel que és més acceptable per als emissors, que generalment tenen aquesta impedància d'antena.
La longitud dels radials no és crítica, i dins d'uns marges, es poden fer no exactament d'1/4 d'ona, sinó una mica més petits.